# ترومسدورف
ترومسدورف (به آلمانی: Tromsdorf) یک منطقهٔ مسکونی در آلمان است که در اکارتسبرگ واقع شده‌است. ترومسدورف ۳۹۲ نفر جمعیت دارد.